# Microsoft Visual Studio Express
Microsoft Visual Studio Express（ビジュアルスタジオ エクスプレス）はマイクロソフトによって開発・提供されている統合開発環境であるVisual Studio製品群のうち、無償で提供されているエディションである。バージョン2008までは「Express Edition」と名称がついていた。

## 特徴
Visual Studio Express はプログラミング初心者・ホビー ユーザー・学生を対象に、評価・学習・ホビーを目的とした各プログラミング言語を単体で提供するエディションである。30日以上利用する場合はマイクロソフトに製品の登録が必要である（登録後の利用も無償）。
有償エディションに比べて、以下のような機能等がサポートされない。
- Visual Studio コントロール アドオン
- Windows CE/Windows Mobile アプリケーション開発
- クラス デザイナー
- ソースコード管理
- リファクタリング
- リモート デバッガー
- リモートへのデータ アクセス
- リモートのデータベース デザイン
- 各種類ごとの特定の制限
- 拡張機能

それ以外の、IntelliSenseやビジュアルデバッガーのようなVisual Studioで注目される機能は提供される。サポート ライフサイクルは有償版のVisual Studioと同じ期間に設定されている。
インストーラーはWebインストーラーで提供される。2013まではオフラインインストールに必要なファイルが格納されたISOイメージファイルも提供されていた。

## 関連製品
SQL Server Express
関係データベース管理システム (RDBMS) であるMicrosoft SQL Serverの無償版としてSQL Server Expressが提供されている。
Visual Studio Community
Visual Studio Professional相当の機能を有し、かつ無償であるVisual Studio Communityが2013より提供されている。利用者に関するライセンス制限が付与されている（一方で、Expressでは大規模企業による商用利用なども原則的に可能）。
Visual Studio Team Foundation Server Express
サーバ側のソフトウェアで、製品のバージョン管理、レポーティング、要件管理、プロジェクト管理、ビルド自動化、テスト自動化、リリース管理機能などのチーム開発機能を提供するTeam Foundation Serverの無償版であるVisual Studio Team Foundation Server Expressが 2012より提供されている。Visual Studio Expressが2017を最後に提供されなくなった後も、2018、さらにはAzure DevOps Serverにブランド変更された後のAzure DevOps Server Expressも新しいバージョンのリリースが続けられている。

## バージョン

### Visual Studio 2005 Express Edition
2005年12月15日に公開され、2009年3月31日に公開が終了した。
発表当初は1年間のみのダウンロード提供期間で、その後は書籍付きのパッケージ版の4800円でパッケージ販売のみという発表であった。その後方針転換され、販売を中止してダウンロードが継続されることになった。

### Visual Studio 2008 Express Edition
2007年12月18日に公開された。2005と異なりこのバージョン以降ではISOイメージは各言語毎に別れた物ではなく全ての言語でひとまとめになった。ISOファイルサイズが800MB弱のため、インストール用の光学メディアを作成する場合はCDではなくDVDへ書き込む必要がある。

### Visual Studio 2010 Express
2010年4月28日に公開された。
- Visual Studio 2010 Express for Windows Phone

Windows Phone 7の無償の開発プラットフォームであるVisual Studio Expressシェルと端末エミュレーターを含めたバージョン。

### Visual Studio Express 2012
2012年9月12日に公開された（for Windows Phoneのみ2012年10月30日公開）。今回より開発言語ごとに分かれた製品ではなく、ターゲットプラットフォームごとの製品となる（インストールする言語を選ぶことはできない）。Expressで作成されたソリューション内に複数言語プロジェクトを混在させることも可能である。
- Visual Studio Express 2012 for Windows 8

Windows 8およびWindows RTで利用可能なWindowsストアアプリの開発に用いる。
- Visual Studio Express 2012 for Windows Desktop

デスクトップアプリケーションの開発に用いる。
- Visual Studio Express 2012 for Web

Webサイトの開発に用いる。Visual Web Developer Express の後継に当たる。
- Visual Studio Express 2012 for Windows Phone

Windows Phone 7.5、7.8、8.0向けアプリの開発に用いる。Express Edition以外のVisual Studio 2012がインストールされている場合はそれらのアドオンとして機能する。

### Visual Studio Express 2013
2013年10月17日に公開された。
- Visual Studio Express 2013 for Windows

Windows 8.1およびWindows RT 8.1で利用可能なWindowsストアアプリの開発に用いる。
- Visual Studio Express 2013 for Windows Desktop

デスクトップアプリケーションの開発に用いる。
- Visual Studio Express 2013 for Web

Webアプリの開発に用いる。

### Visual Studio Express 2015
Microsoft Visual Studio Communityへの統合を理由に、Expressエディションは2013を最後に廃止予定としていたが、その後撤回された 。そのため、その間のPreview版が存在しない。
- Visual Studio Express 2015 for Windows Desktop

2015年7月20日に公開された。
- Visual Studio Express 2015 for Web

2015年7月20日に公開された。
- Visual Studio Express 2015 for Windows 10

Windowsストアアプリの後継となる、ユニバーサルWindowsプラットフォーム (Universal Windows Platform, UWP) アプリケーションの開発に用いる。利用にはWindows 10およびWindows SDK 10の正式版が必要となる。

### Visual Studio Express 2017
Expressエディションは2017が最後となり、今後は代替としてVisual Studio CodeとVisual Studio Communityの利用が推奨されている。
- Visual Studio Express 2017 for Windows Desktop

2017ではこのエディションのみとアナウンスされている。

## 種類

### Visual Basic Express
Visual Basic ExpressはVisual Basic言語 (Visual Basic .NET, VB.NET) のためのエディションである。ただしVB.NETの前身であるVisual Basicには対応していない。
Windows Forms アプリケーション、Windows Presentation Foundation アプリケーション、WPF ブラウザー アプリケーション、コンソール アプリケーション、およびクラス ライブラリの開発ができる。Windows FormsとWindows Presentation Foundationのコントロール ライブラリの開発はできない。

### Visual C# Express
Visual C# ExpressはC#言語のためのエディションである。
Windows Forms アプリケーション、Windows Presentation Foundation アプリケーション、WPF ブラウザー アプリケーション、コンソール アプリケーション、およびクラス ライブラリの開発ができる。Windows Forms と Windows Presentation Foundation のコントロール ライブラリの開発はできない。
追加のXNAのインストールによってWindowsとXbox 360向けのゲーム開発が可能である。

### Visual C++ Express
Visual C++ ExpressはC/C++言語のためのエディションである。また、C++の.NET Framework対応言語であるC++マネージ拡張やC++/CLIにも対応している。
開発ソリューションはWindows Forms アプリケーション、クラス ライブラリ、コンソール アプリケーション、およびメイクファイルの各プロジェクトのみ提供される。なお、ATL、MFC、リソースエディターは付属しない。2012以降はWindows Formsアプリケーションプロジェクトのテンプレートは付属しないが、WinRTアプリケーションプロジェクトのテンプレートが付属する。
Windows SDKはVisual C++ 2005 Expressでは同梱されていなかったが、Visual C++ 2008 Expressからは同梱されている。
2010までのVisual C++ Express Editionでは64ビット アプリケーションの開発には同梱されているものとは別のWindows SDKをインストールする必要があったが、2012では追加のインストールを必要とせず64ビット アプリケーションの開発を行なえる。また、2012以降はWinRT用独自拡張言語であるC++/CXにも対応している。

### Visual Web Developer Express
Visual Web Developer ExpressはVB.NETまたはC#のどちらかのプログラミング言語とASP.NETで開発する。
ウェブ開発のためExpress Editionはリモートへのデータ アクセスが可能である。
Silverlight SDKをインストールすることによって、Silverlightアプリケーションの開発に対応できる。また、Visual Web Developer 2010 ExpressからWindows Azureのクラウド アプリケーションの開発に対応している。

### Visual J# Express
Visual J# ExpressはJ#言語のためのエディションである。Express Editionでは日本語版は提供されず、Visual J# 2005 Expressを最後に提供が終了した。